# The Outfield
The Outfield är en rock-influerad brittisk pop/rock trio bildad i London, England.
The Outfield är ovanligt då de som ett av få brittiska band haft kommersiell framgång i USA, men aldrig nått framgång i sitt hemland. De började inspelningarna under mitten av 1980-talet och de släppte sitt första album, Play Deep, 1985 genom Columbia Records. Albumet nådde #9 på Billboard 200-listan och har sedan nått upp till trippel platina i USA. Deras singel "Your Love" nådde #6 på Billboard Hot 100 och #7 på Mainstream Rock-listan, och detta blev deras signaturlåt. De andra singlarna "Say It Isn't So" och "Everytime You Cry" nådde också översta #20 på Mainstream Rock-listan.
Bandet fortsatte att spela in och turnera under 1980-talet och sedan under början av 1990-talet. Dom släppte sitt andra album Bangin' 1987. Albumet hamnade på topp 20 på Billboard 200-listan. Gruppen började förlora publik när deras tredje album, Voices of Babylon, släpptes. Bandet förvanlades till en duo 1989 när trummisen Alan Jackman lämnade dem.
2009 meddelade ursprungliga trummisen Alan Jackman att han återvände till bandet för att de skulle spela in ett nytt album. Bandets senaste album, Replay, släpptes den 28 juni 2011 och utgjorde en comeback till deras traditionella pop/rock sound.

## Bandmedlemmar

### Nuvarande medlemmar
- Tony Lewis – sång, basgitarr (1984–2020)
- John Spinks – gitarr, sång (1984-2014)
- Alan Jackman – trummor, slagverk (1984–1989, 2002, 2009–)

### Tidigare medlemmar
- Simon Dawson – trummor (1990–1995, 1999–2005, 2006)

### Gästmedlemmar
- David Kahne – keyboard, producent (1990, på Voices of Babylon)
- Reg Webb – keyboard  (1990, på Play Deep)

### Turnerade medlemmar
- Grahame Leslie – gitarr (1985–1987)
- Paul Read – trummor (1989)
- Jeff Gish – trummor (2005)

## Diskografi

### Studioalbum
- Play Deep (1985)
- Bangin' (1987)
- Voices of Babylon (1989)
- Diamond Days (1990)
- Rockeye (1992)
- It Ain't Over... (1998)
- Extra Innings (1999)
- Any Time Now (2006)
- Replay (2011)

### Samlingsalbum
- Playing the Field (1995)
- Big Innings: The Best of The Outfield (1996)
- Super Hits (1998)

### Livealbum
- Live in Brazil (2001)
- The Outfield Live (2005)